# 弗拉讷
弗拉讷（法語：Frasne，法語發音：[fʁan]）是法国杜省的一个市镇，位于该省南部偏西，属于蓬塔利耶区。

## 地理
弗拉讷（46°51'20"N, 6°9'35"E）面积32.87 平方千米，位于法国勃艮第-弗朗什-孔泰大區杜省，该省份为法国东部内陆省份，北起上索恩省，西接汝拉省，东部及东南部与瑞士接壤，东北部与贝尔福地区省接壤。
与弗拉讷接壤的市镇（或旧市镇、城区）包括：布雅耶、比耶迪富尔、博讷沃。
弗拉讷的时区为UTC+01:00、UTC+02:00（夏令时）。

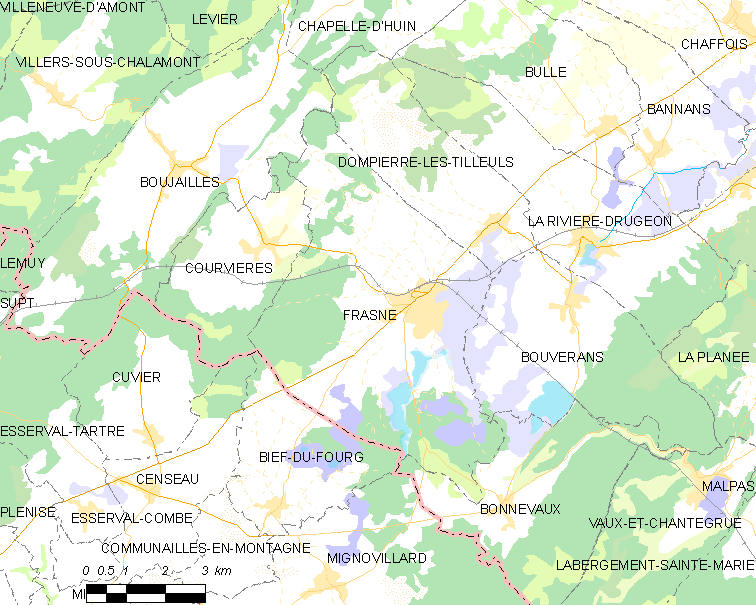
弗拉讷的OSM定位图

## 行政
弗拉讷的邮政编码为25560，INSEE市镇编码为25259。

## 政治
弗拉讷所属的省级选区为弗拉讷县。

## 交通
杜省省道D9线和D437线在此交汇。弗拉讷站是一个区域性铁路枢纽，每天开行直达巴黎和瑞士洛桑的高铁列车。

## 人口

1962-2008年间弗拉讷人口变化图示

弗拉讷于2022年1月1日时的人口数量为1958人。